# Álvaro XIV do Congo
Álvaro XIV (morto em 18 de novembro de 1896) foi o manicongo (rei) do Reino do Congo entre 1891 e 1896. Foi um vassalo de Portugal. 

## Biografia
Álvaro de Água Rosada Anginga Ancanga governava a região de Madinda até a morte de seu tio Pedro VI, sendo eleito por uma comissão de assessores reais e chefes nas proximidades de São Salvador. Assumiu o trono como Álvaro XIV, em oposição a outro pretendente, D. Garcia Imbanza Puto, que se converteu para a Igreja Batista e assim perdeu os direitos sucessórios.  

Álvaro XIV faleceu em 18 de novembro de 1896 com a idade de 45 anos. Seu herdeiro natural, o sobrinho Pedro Lelo era uma criança de sete anos, por isso foi impedido de governar. Sua regência ficou a cargo de Henrique IV até 1901. 